# Giovanni Tomasso Lambertini
Giovanni Tomasso Lambertini fou un sacerdot i compositor italià, que morí després de 1573.
El 1545 era chantre i copista de la capella de Sant Petronil de Bolonya, a la qual va pertànyer durant molts anys.
Se li deuen: Madrigali a quatro voci (Venècia, 1560) Salmi penitentiali a quatro voci (Venècia, 1569).